# Milionerzy (teleturniej)
Milionerzy – polski teleturniej oparty na brytyjskim formacie Who Wants to Be a Millionaire?, emitowany w latach 1999–2003, 2008–2010 i 2017–2025 na antenie telewizji TVN oraz od 2025 na antenie telewizji Polsat. Uczestnicy programu odpowiadają na kilkanaście pytań z zakresu wiedzy ogólnej, w czym pomagają im tzw. koła ratunkowe, a nagrodą główną jest milion złotych. Gospodarzem programu jest Hubert Urbański.
Biuro prasowe TVN Warner Bros. Discovery w kwietniu 2025 potwierdziło, że stacja nie przedłużyła licencji na produkcję kolejnych sezonów programu. W czerwcu 2025 pojawiły się informacje o przejęciu praw do formatu przez Telewizję Polsat, które w połowie miesiąca stacja oficjalnie potwierdziła. Jednocześnie rozpoczęto castingi do nowych odcinków teleturnieju. Nowy nadawca podjął współpracę z dotychczasowym producentem programu, firmą Jake Vision.

## Zasady gry

### Podstawowe reguły gry
Wszystkie podstawowe zasady teleturnieju oparte są na oryginalnej, brytyjskiej wersji programu pt. Who Wants to Be a Millionaire?. 
Kto pierwszy, ten lepszy
W programach powstających dla telewizji TVN do zasadniczego etapu gry zawodnik kwalifikował się poprzez rundę eliminacyjną kto pierwszy, ten lepszy. W latach 1999–2003 i 2008–2010 brało w niej udział dziesięć osób, a w latach 2017–2025 sześć osób. W tej konkurencji zadaniem zawodnika jest ułożenie czterech odpowiedzi (A, B, C i D) we właściwej kolejności wskazanej w poleceniu. Do gry o milion złotych dostaje się osoba, która zrobi to najszybciej lub jako jedyna.
W wersji produkowanej dla Polsatu zrezygnowano z eliminacji, co oznacza, że osoba, która pomyślnie przejdzie casting, od razu rozpoczyna grę o milion złotych.
Etap zasadniczy
W etapie zasadniczym uczestnik gra o milion złotych. Aby zdobyć tę nagrodę, musi odpowiedzieć poprawnie na dwanaście pytań zamkniętych (w latach 1999–2003 należało odpowiedzieć na 15 pytań). Za każdą kolejną poprawną odpowiedź uczestnik zdobywa coraz większe nagrody pieniężne, zgodnie z tzw. drzewkiem:
| 1999–2003 | 1999–2003  | 2008–2010, 2017–2025 | 2008–2010, 2017–2025 | 2025–      |
| Nr pyt.   | Kwota      | Nr pyt.              | Kwota                | Kwota      |
| --------- | ---------- | -------------------- | -------------------- | ---------- |
| 1.        | 100 zł     | –                    | –                    | –          |
| 2.        | 200 zł     | –                    | –                    | –          |
| 3.        | 300 zł     | –                    | –                    | –          |
| 4.        | 500 zł     | 1.                   | 500 zł               | 1000 zł    |
| 5.        | 1000 zł    | 2.                   | 1000 zł              | 2000 zł    |
| 6.        | 2000 zł    | 3.                   | 2000 zł              | 5000 zł    |
| 7.        | 4000 zł    | 4.                   | 5000 zł              | 10 000 zł  |
| 8.        | 8000 zł    | 5.                   | 10 000 zł            | 15 000 zł  |
| 9.        | 16 000 zł  | 6.                   | 20 000 zł            | 25 000 zł  |
| 10.       | 32 000 zł  | 7.                   | 40 000 zł            | 50 000 zł  |
| 11.       | 64 000 zł  | 8.                   | 75 000 zł            | 75 000 zł  |
| 12.       | 125 000 zł | 9.                   | 125 000 zł           | 125 000 zł |
| 13.       | 250 000 zł | 10.                  | 250 000 zł           | 250 000 zł |
| 14.       | 500 000 zł | 11.                  | 500 000 zł           | 500 000 zł |
| 15.       | 1 000 zł   | 12.                  | 1 000 zł             | 1 000 zł   |

Domyślnie w czasie gry zawodnik ma do dyspozycji trzy koła ratunkowe. Klasyczne koła ratunkowe to:
- pół na pół;
- pytanie do publiczności (niedostępne wiosną 2021 roku[15][f]);
- telefon do przyjaciela[11] (niedostępny w okresie wrzesień 2009–grudzień 2010).[potrzebny przypis]

Inne koła ratunkowe dostępne w zależności od serii to:
- pytanie do eksperta[g] (wrzesień 2009–grudzień 2010)[17];
- zamiana pytania (marzec[18]–grudzień 2010, luty–maj 2021[f], marzec 2024–lipiec 2025) – w 2010 dostępne wyłącznie przy wyborze ścieżki gry bez drugiego progu gwarantowanego[18]; w 2024 i 2025 dostępne dopiero po zdobyciu drugiego progu gwarantowanego (tj. po siódmej poprawnej odpowiedzi)[19]. Koło ratunkowe pytanie do publiczności w odcinku mikołajkowym z 2020 roku zastąpiono wyjątkowo zamianą pytania[20]. Miało to związek z nieobecnością widowni na nagraniach z powodu pandemii COVID-19[21]. Zmianę kół utrzymano również na następną, dziewiętnastą serię, nadawaną wiosną 2021, która także była realizowana bez obecności publiczności[15][f].

### Charakterystyka pytań
Uczestnicy programu odpowiadają na pytania z zakresu wiedzy ogólnej, obejmującej przede wszystkim takie tematy, jak: historia, sztuka, teologia, polityka, ekonomia, matematyka, język, podróże, sport, rozrywka, żywność oraz gry i zabawy (w porównaniu z rokiem 2000, w latach 2017–2019 zadawano przeciętnie mniej pytań z zakresu historii, ekonomii, sportu i podróży, ale więcej pytań dotyczących polityki i społeczeństwa, rozrywki, jedzenia oraz języka polskiego). W latach 2017–2019 pytania odnoszące się do wiedzy akademickiej występowały mniej więcej z taką samą częstością, co pytania sprawdzające tzw. wiedzę codzienną.
Założeniem towarzyszącym wprowadzeniu na antenę trzeciej odsłony teleturnieju (2017) było zwiększenie liczby pytań o sprawy bieżące:

Tym razem zdecydowaliśmy się na więcej pytań dotyczących bieżących wydarzeń i ludzi, co sprawia, że aby wygrać, trzeba mieć nie tylko dużą wiedzę, ale i interesować się światem. Myślę, że widzom sprawia to sporo radości, kiedy gracz z dużą encyklopedyczną wiedzą nie jest pewien odpowiedzi i prosi publiczność o pomoc przy pytaniu o gwiazdkę pop znaną każdemu gimnazjaliście.

## Prowadzący

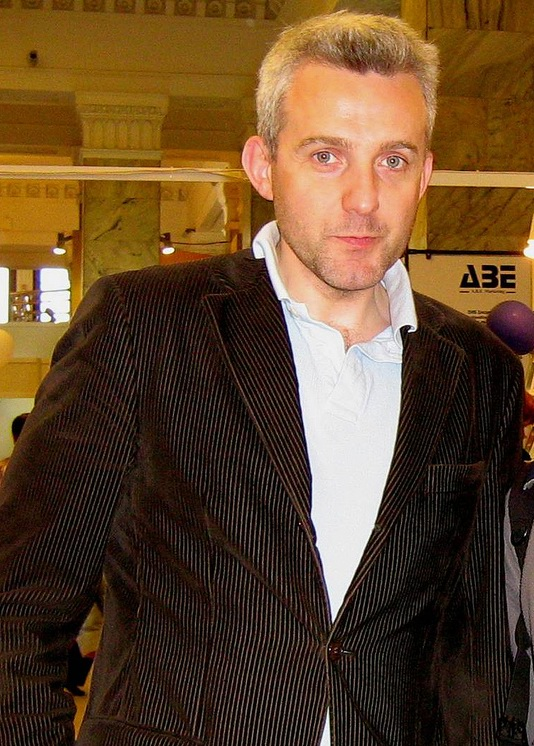
Hubert Urbański

Prowadzącym program od początku jest Hubert Urbański. Urodzony 23 marca 1966, polski aktor, dziennikarz i prezenter. Wiosną 2011 rozstał się z telewizją TVN, przechodząc do Telewizji Polskiej, co było powodem zakończenia emisji teleturnieju. W 2016 przyjął po raz trzeci rolę gospodarza Milionerów w stacji TVN, którzy wrócili na antenę w lutym 2017.
Dzięki prowadzeniu programu zyskał ogromną popularność i w lutym 2000 został okrzyknięty telewizyjnym odkryciem roku.
W odcinku nadanym 30 marca 2023 roku wybrane role prowadzącego (rozpoczęcie odcinka oraz zapowiedź eliminacji, przerwy reklamowej i następnego odcinka) objęła, u boku Urbańskiego, zwyciężczyni licytacji na rzecz Wielkiej Orkiestry Świątecznej Pomocy, Olga Zagożdżon. W trakcie rozgrywek zasiadała jednak na widowni.

## Oprawa teleturnieju

### Scenografia
Układ wszystkich scenografii Milionerów jest taki sam, jak w brytyjskiej edycji tego programu (szczegóły: Who Wants to Be a Millionaire?, sekcja Oprawa teleturnieju, akapit Scenografia programu), jednak każda z nich różni się kolorystyką oświetlenia oraz wielkością i wyglądem poszczególnych elementów studia.

### Logo
- Pierwsze logo polskich Milionerów, obowiązujące od września 1999 znacznie odbiegało od standardowego wzorca stosowanego w pozostałych edycjach. Składało się z granatowego rombu stojącego na jednym z wierzchołków i licznych pierścieni zachodzących na siebie w tle napisu „Milionerzy”[30].
- Drugie logo, wzorowane na oryginalnym, było okrągłe z zielonymi pytajnikami (szczegóły: Who Wants to Be a Millionaire?, sekcja Oprawa teleturnieju, akapit Logo)[31]. Wprowadzono je wraz ze zmianą czołówki i scenografii we wrześniu 2000.[potrzebny przypis]
- Trzecie logo, używane od stycznia 2008 do czerwca 2023, w porównaniu do drugiego utrzymane było w kolorystyce niebiesko-fioletowej ze złotymi pytajnikami[32].
- Czwarte logo, które weszło do użytku we wrześniu 2023, utrzymane jest w podobnej stylistyce do poprzedniego. Różnicą jest jednak kolorystyka, która zmieniona została na srebrno-fioletową, a także pytajniki, które nabrały bardziej złotego koloru.[potrzebny przypis]

### Grafika i muzyka
- W latach 1999–2003 w teleturnieju pola przedstawiające pytanie oraz warianty odpowiedzi były czarne, w kształcie zaokrąglonego sześciokąta, z jasnoniebieskim konturem[33], teksty pytań prezentowane na ekranie były czcionką Helvetica. W tym okresie wykorzystywana była również oprawa muzyczna pochodząca, zgodnie z licencją formatu[10], z oryginalnej brytyjskiej wersji teleturnieju.[potrzebny przypis]
- W latach 2008–2010 oprawa graficzna została zmodyfikowana[34]. Pola z pytaniem i odpowiedziami były granatowo-niebieskie oraz mniejsze niż poprzednio[35]. W tym wydaniu programu stosowane były także nowe motywy muzyczne: główny temat teleturnieju i tło w czasie pytań pochodzą z nowej brytyjskiej wersji nadawanej od 2007[10][34].
- W latach 2017–2023 używana była zmodyfikowana oprawa pochodząca z holenderskiej wersji z 2011 roku. Pola z pytaniami były jaśniejsze, używana była inna czcionka. Oprawa była bez przeplotu. Niektóre motywy muzyczne zostały lekko zmodyfikowane.[potrzebny przypis]
- Jesienią 2023 zaczęto stosować oprawę pochodzącą z Holandii z 2019 roku oraz przywrócono klasyczne ścieżki dźwiękowe (używane w Polsce w latach 1999–2003). W oprawie graficznej dominuje kolor fioletowy, z kolei belki z pytaniem i odpowiedziami są w kolorze granatowym. Najpierw zostaje pokazana tylko belka z pytaniem; belka z odpowiedziami pokazuje się dopiero w momencie czytania ich przez prowadzącego. Nowością jest zmiana barw loga na telebimie w różnych etapach rozgrywki[36].

## Produkcja

### Studio nagrań

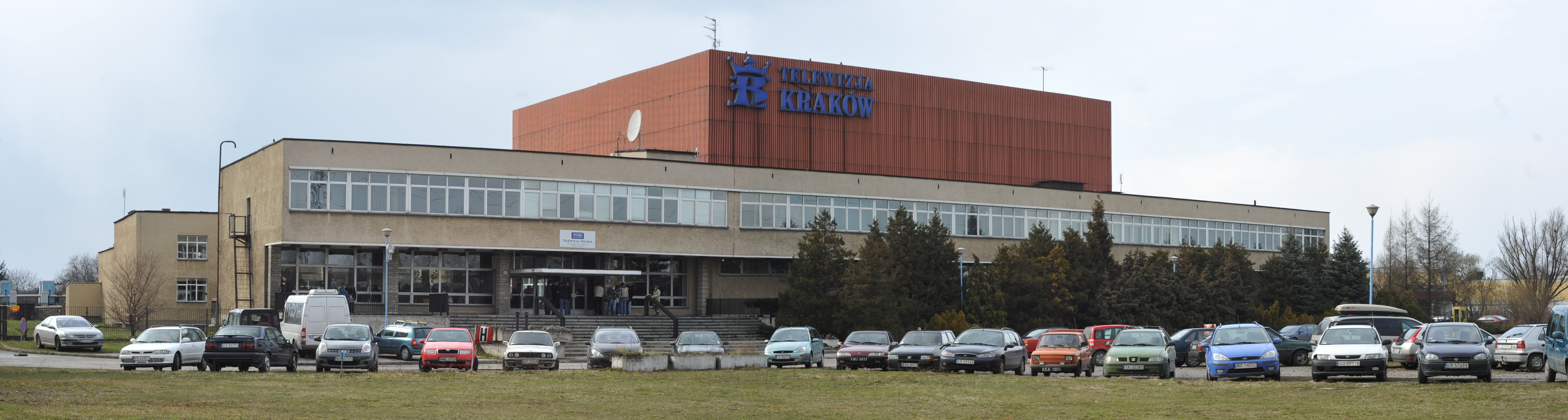
Studio S3 TVP w Krakowie

Pierwszą edycję w latach 1999–2000 nagrywano w Warszawie w studiu Wytwórni Filmów Dokumentalnych i Fabularnych (WFDiF) przy ulicy Chełmskiej 21, a następnie do 2003 w studiu TVP przy ulicy Jana Pawła Woronicza 17.
W latach 2008–2009 program był kręcony w studiu TVP w Krakowie przy ulicy Nowohuckiej 44. W 2010 miejscem nagrań było studio Farat Film w Warszawie.
Od stycznia 2017 do końca 2018 roku teleturniej realizowano w studiu Transcolor w Szeligach koło Warszawy, od stycznia 2019 do listopada 2020 program nagrywano w Sękocinie Starym w studiu TVN Sceno Kreacje, a w latach 2021–2024 ponownie w Szeligach. W 2025, z uwagi na zmianę nadawcy, miejsce nagrań przeniesiono do hali Polsatu przy ulicy Łubinowej w Warszawie.
Nagrania zagranicznych wersji formatu w Polsce
Od listopada 2018 do lutego 2019 w studiu TVN Sceno Kreacje w Sękocinie Starym pod Warszawą nagrywane były odcinki do włoskiej edycji Milionerów (wł. Chi vuol essere milionario?), które były emitowane od 7 grudnia 2018 do 14 marca 2019 w Canale 5. Włochy zdecydowały się na nagrania Milionerów w Polsce ze względu na propozycję Sony Pictures Television, licencjodawcę praw do międzynarodowego formatu. Przedstawiciele stwierdzili, że polska edycja jest uznawana za najlepszą na świecie. Zgadzając się na realizację teleturnieju w Polsce, Włosi musieli zapewnić transport do Polski ekipie realizacyjnej, prowadzącemu oraz zawodnikom. Produkcją i wsparciem merytorycznym zajmowała się firma Jake Vision Jana Kepinskiego, do której należy licencja polskiej edycji Milionerów. Jake Vision było również odpowiedzialne za znalezienie w Polsce włoskiej publiczności, z kolei zaś wóz transmisyjny zapewniła telewizja TVN. 22–23 maja 2019 w tym miejscu nagrywane były cztery odcinki z okazji 20-lecia hiszpańskiej edycji teleturnieju.

### Producent wykonawczy
Producentem wykonawczym pierwszej polskiej edycji był Endemol-Neovision, drugiej – Intergalactic, a w 2017 produkcję programu powierzono przedsiębiorstwu Jake Vision.

## Rekrutacja do programu
Na podstawie tekstu źródłowego.
1999–2003
- Etap I – aby zgłosić się do programu, należało zadzwonić pod wskazany numer Telemedium, a następnie wybrać termin nagrania odcinka, odpowiedzieć na pytanie z 4 wariantami, oraz podać swoje dane. Spośród osób, które podały taką samą datę nagrania i odpowiedziały poprawnie na pytanie, losowano 100 osób, które dostały się do etapu II.
- Etap IIa – osoby, które zostały wylosowane, podawały numery telefonu, a w ciągu 2 dni ankieter dzwonił do nich zadając pytania, które nie zawierały wariantów odpowiedzi. 20 osób, które udzieliły odpowiedzi najbardziej zbliżonych do poprawnych, dostawało się do etapu IIb.
- Etap IIb – przed nagraniem zawodnicy musieli ułożyć warianty odpowiedzi w odpowiedniej kolejności. 12 zawodników, którzy dokonali tego najszybciej, przechodzili do etapu III. Było wśród nich 10 zawodników konkurencji kto pierwszy, ten lepszy oraz 2 rezerwowych. Ankieter telefonował do nich, by potwierdzić chęć udziału w programie.

2008–2010
- Etap I – żeby zgłosić się do programu, należało wysłać SMS o treści Milion na wskazany numer, a następnie odpowiedzieć na 2 pytania z 4 wariantami odpowiedzi wysłane SMS-em zwrotnym oraz podać swoje dane. 100 pierwszych osób, które zarejestrowały się, odpowiedziały poprawnie na 2 pytania oraz podały swoje dane, dostawały się do etapu II.
- Etap II – do 100 wybranych w etapie I osób dzwonił przedstawiciel producenta programu. Rozmowa telefoniczna była nagrywana, o czym osoby starające się o udział w teleturnieju informowano zaraz na jej początku. Potencjalny uczestnik programu był proszony o przedstawienie się, opowiedzenie o swoich zainteresowaniach, hobby, pracy zawodowej itp. Następnie odpowiadał na pytania z wiedzy ogólnej (od kilku do kilkunastu), mające charakter otwarty. Osoby wybrane w telefonicznym castingu były informowane o tym w ciągu 7 dni i zapraszane na nagranie do studia.

2017–2025
- Etap I – żeby zgłosić się do programu, należało wypełnić ankietę dostępną na stronie internetowej programu[12], w której należało podać zarówno dane osobowe, jak i odpowiedzi na pytania otwarte w niej zawarte.[potrzebny przypis]
- Etap II – wybrane osoby odbywały rozmowę z przedstawicielem programu. Mogła to być rozmowa bezpośrednia, przez telefon lub Skype. Podczas nich przedstawiciel zadawał kandydatom pytania otwarte bez wariantów odpowiedzi.[potrzebny przypis]

## Emisja programu
| Seria | Seria | Odcinki        | Sezon                 | Początek emisji  | Koniec emisji               | Pora emisji                                                                                            | Kanał  |
| --- | ----- | -------------- | --------------------- | ---------------- | --------------------------- | --- | ------ |
| | 1.    | 1–175 (175)    | 1999/2000             | 3 września 1999  | 28 czerwca 2000             | poniedziałek i piątek 20.30 oraz sobota i niedziela 19.30 (od 3 września 1999 do 29 maja 2000)         | TVN    |
| poniedziałek, środa i czwartek 20.30 oraz sobota i niedziela 19.30 (od 1 czerwca 2000 do 28 czerwca 2000) | 1.    | 1–175 (175)    | 1999/2000             | 3 września 1999  | 28 czerwca 2000             | | TVN    |
| | 2.    | 176–379 (204)  | 2000/2001             | 28 sierpnia 2000 | 1 lipca 2001                | poniedziałek, środa i piątek 20.30 oraz sobota i niedziela 19.35 (od 28 sierpnia 2000 do 4 marca 2001) | TVN    |
| poniedziałek i piątek 20.50 oraz sobota i niedziela 19.35 (od 5 marca do 1 lipca 2001)                    | 2.    | 176–379 (204)  | 2000/2001             | 28 sierpnia 2000 | 1 lipca 2001                | | TVN    |
| | 3.    | 380–499 (120)  | 2001/2002             | 1 września 2001  | 30 czerwca 2002             | poniedziałek 20.50 oraz sobota i niedziela 19.35 (od 1 września 2001 do 31 grudnia 2001)               | TVN    |
| sobota i niedziela 20.00 (od 5 stycznia 2002 do 24 lutego 2002)                                           | 3.    | 380–499 (120)  | 2001/2002             | 1 września 2001  | 30 czerwca 2002             | | TVN    |
| poniedziałek 20.50 oraz sobota i niedziela 19.35 (od 2 marca 2002 do 27 maja 2002)                        | 3.    | 380–499 (120)  | 2001/2002             | 1 września 2001  | 30 czerwca 2002             | | TVN    |
| sobota i niedziela 20.00 (od 1 do 30 czerwca 2002)                                                        | 3.    | 380–499 (120)  | 2001/2002             | 1 września 2001  | 30 czerwca 2002             | | TVN    |
| | 4.    | 500–537 (38)   | jesień 2002–zima 2003 | 1 września 2002  | 26 stycznia 2003            | poniedziałek 21.20 i niedziela 20.00 (od 1 września 2002 do 25 grudnia 2002)                           | TVN    |
| niedziela 20.00 (od 5 do 26 stycznia 2003)                                                                | 4.    | 500–537 (38)   | jesień 2002–zima 2003 | 1 września 2002  | 26 stycznia 2003            | | TVN    |
| | 5.    | 538–585 (48)   | zima–wiosna 2008      | 19 stycznia 2008 | 22 czerwca 2008             | sobota i niedziela 18.00                                                                               | TVN    |
| | 6.    | 586–615 (30)   | jesień 2008           | 6 września 2008  | 14 grudnia 2008             | sobota i niedziela 18.00                                                                               | TVN    |
| | 7.    | 616–641 (26)   | wiosna 2009           | 7 marca 2009     | 31 maja 2009                | sobota i niedziela 18.00                                                                               | TVN    |
| | 8.    | 642–658 (17)   | jesień 2009           | 6 września 2009  | 26 grudnia 2009             | niedziela 18.00                                                                                        | TVN    |
| | 9.    | 659–673 (15)   | wiosna 2010           | 7 marca 2010     | 27 czerwca 2010             | niedziela 18.00                                                                                        | TVN    |
| | 10.   | 674–688 (15)   | jesień 2010           | 12 września 2010 | 19 grudnia 2010             | niedziela 18.00                                                                                        | TVN    |
| | 11.   | 689–746 (58)   | wiosna 2017           | 9 lutego 2017    | 18 maja 2017                | poniedziałek–czwartek 20.55                                                                            | TVN    |
| | 12.   | 747–801 (55)   | jesień 2017           | 5 września 2017  | 7 grudnia 2017              | poniedziałek–czwartek 20.55                                                                            | TVN    |
| | 13.   | 802–859 (58)   | wiosna 2018           | 13 lutego 2018   | 24 maja 2018                | poniedziałek–czwartek 20.55                                                                            | TVN    |
| | 14.   | 860–915 (56)   | jesień 2018           | 3 września 2018  | 6 grudnia 2018              | poniedziałek–czwartek 20.55                                                                            | TVN    |
| | 15.   | 916–970 (55)   | wiosna 2019           | 25 lutego 2019   | 30 maja 2019                | poniedziałek–czwartek 20.55                                                                            | TVN    |
| | 16.   | 971–1026 (56)  | jesień 2019           | 2 września 2019  | 5 grudnia 2019              | poniedziałek–czwartek 20.55                                                                            | TVN    |
| | 17.   | 1027–1042 (16) | wiosna 2020           | 2 marca 2020     | 26 marca 2020               | poniedziałek–czwartek 20.55                                                                            | TVN    |
| | 18.   | 1043–1097 (55) | jesień 2020           | 1 września 2020  | 3 grudnia 2020              | poniedziałek–czwartek 20.55                                                                            | TVN    |
| | 19.   | 1098–1144 (47) | wiosna 2021           | 15 lutego 2021   | 6 maja 2021                 | poniedziałek–czwartek 20.55                                                                            | TVN    |
| | 20.   | 1145–1198 (54) | jesień 2021           | 1 września 2021  | 2 grudnia 2021              | poniedziałek–czwartek 20.55                                                                            | TVN    |
| | 21.   | 1199–1243 (45) | wiosna 2022           | 14 lutego 2022   | 14 lutego 2022              | poniedziałek–czwartek 20.55                                                                            | TVN    |
| 28 lutego 2022                                                                                            | 21.   | 1199–1243 (45) | wiosna 2022           | 12 maja 2022     |                             | poniedziałek–czwartek 20.55                                                                            | TVN    |
| 1 czerwca 2022                                                                                            | 21.   | 1199–1243 (45) | wiosna 2022           |                  |                             | poniedziałek–czwartek 20.55                                                                            | TVN    |
| | 22.   | 1244–1289 (46) | jesień 2022           | 1 września 2022  | 17 listopada 2022           | poniedziałek–czwartek 20.55                                                                            | TVN    |
| 1 grudnia 2022                                                                                            | 22.   | 1244–1289 (46) | jesień 2022           |                  |                             | poniedziałek–czwartek 20.55                                                                            | TVN    |
| | 23.   | 1290–1334 (45) | wiosna 2023           | 27 lutego 2023   | 11 maja 2023                | poniedziałek–czwartek 20.55                                                                            | TVN    |
| 24 maja 2023                                                                                              | 23.   | 1290–1334 (45) | wiosna 2023           |                  |                             | poniedziałek–czwartek 20.55                                                                            | TVN    |
| 1 czerwca 2023                                                                                            | 23.   | 1290–1334 (45) | wiosna 2023           |                  |                             | poniedziałek–czwartek 20.55                                                                            | TVN    |
| | 24.   | 1335–1389 (55) | jesień 2023           | 4 września 2023  | 7 grudnia 2023              | poniedziałek–czwartek 20.55                                                                            | TVN    |
| | 25.   | 1390–1432 (43) | wiosna 2024           | 4 marca 2024     | 16 maja 2024                | poniedziałek–czwartek 20.55                                                                            | TVN    |
| | 26.   | 1433–1475 (43) | jesień 2024           | 4 listopada 2024 | 12 grudnia 2024             | poniedziałek–czwartek 20.55                                                                            | TVN    |
| wiosna 2025                                                                                               | 26.   | 1433–1475 (43) | 18 maja 2025          | 5 lipca 2025     | sobota i niedziela od 19.45 | | TVN    |
| | 27.   | 1476–1531 (56) | jesień 2025           | 1 września 2025  | bd.                         | poniedziałek–czwartek 19.55                                                                            | Polsat |

Wraz z rozpoczęciem odsłony zapoczątkowanej w 2017 nadawca zaczął udostępniać odcinki programu w serwisie wideo na życzenie Player (od jesieni 2024 także w serwisie Max; w 2023 udostępniał je też serwis VOD.pl). Poszczególne wydania były lub są udostępniane – w zależności od sezonu i platformy – po zakończeniu odcinka bądź w momencie planowego rozpoczęcia emisji w telewizji. Z powodu ograniczeń licencyjnych kolejne wydania są po paru latach wycofywane z platformy.
20 marca 2020 Grupa TVN podjęła decyzję o zawieszeniu emisji programu z końcem marca na czas nieokreślony z powodu rozprzestrzeniania się koronawirusa w Polsce i wprowadzonego stanu zagrożenia epidemiologicznego. Teleturniej powrócił jesienią tego samego roku.
Z początkiem lipca 2024 z TVN zniknęły powtórki teleturnieju emitowane w dotychczasowym paśmie. 28 lipca 2024 poinformowano, że Milionerzy wrócą na antenę w listopadzie. Program powrócił 4 listopada 2024 do swojego stałego pasma, w którym wyemitowano połowę odcinków nagranych w ramach jesiennej transzy. W lutym 2025 roku dyrektorka programowa TVN Lidia Kazen poinformowała, że pozostałe odcinki nagrane jesienią 2024 zostaną wyemitowane w maju 2025 w nowym dniu i o nowej porze emisji i o planach kontynuacji Milionerów. 25 kwietnia 2025 w artykule dla portalu Wirtualnemedia.pl biuro prasowe TVN Warner Bros. Discovery podało do publicznej wiadomości, że stacja TVN nie przedłużyła licencji na produkcję kolejnych serii teleturnieju i z przyczyn biznesowych program ostatecznie zniknie z anteny.
W czerwcu 2025 pojawiła się informacja, że nowa seria pojawi się na antenie Polsatu, co w połowie czerwca tego samego roku ostatecznie potwierdził sam nowy nadawca teleturnieju.

## Oglądalność w telewizji linearnej
Najwyższą oglądalność (ponad 6,5 mln widzów) miał odcinek pierwszej odsłony wyemitowany 5 marca 2000 (w którym po raz pierwszy w polskiej edycji padła wygrana w wysokości 250 000 zł).
Pierwszy odcinek drugiej odsłony programu wyemitowany 19 stycznia 2008 obejrzało 3,5 mln widzów. Widownię wynoszącą 4,95 mln widzów – najwyższą od 2008 – miał odcinek z 5 kwietnia 2008 (gdy po raz pierwszy w tej edycji padło pytanie za milion złotych). Odcinek z 6 kwietnia obejrzało 4,2 mln widzów (w tym odcinku zawodnik udzielił błędnej odpowiedzi na pytanie za 500 000 zł).
Pierwszy odcinek trzeciej odsłony teleturnieju z 9 lutego 2017 obejrzało ok. 3,4 mln widzów. Najwyższą oglądalność od 2017 miał odcinek specjalny z 14 lutego 2018, kiedy to program obejrzało ok. 4,04 mln widzów. Odcinek z 21 marca tego samego roku, kiedy po raz drugi w historii padła główna wygrana, obejrzało 2,7 mln osób.
| Rok/Sezon   | Średnia oglądalność  | Średnia oglądalność   | Źródło  |
| Rok/Sezon   | Widownia (AMR)       | Udział w paśmie (SHR) | Źródło  |
| ----------- | -------------------- | --------------------- | ------- |
| 1999        | 2,87 mln             | 19,0%                 | [ 102 ] |
| 2000        | 3,05 mln             | 20,5%                 | [ 102 ] |
| 2001        | 2,90 mln             | 18,4%                 | [ 102 ] |
| 2002        | 2,25 mln             | 14,9%                 | [ 102 ] |
| 2003        | 2,33 mln             | 13,0%                 | [ 102 ] |
| wiosna 2008 | ponad 3 mln          | bd.                   | [ 105 ] |
| jesień 2008 | 2,92 mln             | 23,6%                 | [ 106 ] |
| wiosna 2009 | 2,32 mln             | 21,4%                 | [ 107 ] |
| jesień 2009 | 2,43 mln             | 17,6%                 | [ 106 ] |
| wiosna 2010 | 2,12 mln             | 18,1%                 | [ 108 ] |
| jesień 2010 | 2,65 mln             | 19,2%                 | [ 109 ] |
| wiosna 2017 | 2,35 mln             | 14,9%                 | [ 110 ] |
| jesień 2017 | 2,08 mln             | 13,45%                | [ 111 ] |
| wiosna 2018 | 1,99 mln             | 13,1%                 | [ 112 ] |
| jesień 2018 | 2,09 mln             | 13,6%                 | [ 113 ] |
| wiosna 2019 | 1,98 mln             | 13,0%                 | [ 68 ]  |
| jesień 2019 | 1,82 mln             | 12,1%                 | [ 70 ]  |
| wiosna 2020 | ok. 1,85 mln         | ok. 12%               | [ 114 ] |
| jesień 2020 | 1,56 mln             | 10,8%                 | [ 75 ]  |
| wiosna 2021 | 1,51 mln             | 10,4%                 | [ 78 ]  |
| jesień 2021 | 1,52 mln             | 11,3%                 | [ 80 ]  |
| wiosna 2022 | 1,43 mln (za: WM)    | 10,45%                | [ 83 ]  |
| wiosna 2022 | 1,44 mln (za: Press) | bd.                   | [ 85 ]  |
| jesień 2022 | 1,34 mln             | 10%                   | [ 84 ]  |
| wiosna 2023 | 1,28 mln             | 10,0%                 | [ 85 ]  |
| jesień 2023 | 1,07 mln             | 8,7%                  | [ 86 ]  |
| wiosna 2024 | 1,1 mln              | bd.                   | [ 87 ]  |
| jesień 2024 | 950 tys.             | 7,9%                  | [ 87 ]  |
| wiosna 2025 | 639 tys.             | 6,1%                  | [ 88 ]  |

## Milionerzy. 2 miliony
W czerwcu 2023 roku nadawca poinformował o planach realizacji dziewięciu odcinków specjalnych teleturnieju pod szyldem Milionerzy. 2 miliony (przebiegających na analogicznych zasadach, co turniej o trzy miliony euro w niemieckiej wersji teleturnieju). Nagroda główna w dziewiątym odcinku to dwa miliony złotych – kwota ta stanowi najwyższą (nominalnie, w PLN) wygraną oferowaną dotychczas w polskich teleturniejach. Pierwszy odcinek turnieju nadano 9 października 2023 roku, a finał 20 października.
Zasady turnieju
Podczas pierwszych ośmiu odcinków zawodnicy przystępują do gry w tradycyjnej formule – z dwunastoma pytaniami i jednym milionem złotych do wygrania, z tą jednak różnicą, że obowiązuje (wprowadzony w 2018 roku w Wielkiej Brytanii) ruchomy drugi próg gwarantowany – przed zadaniem pytania za daną stawkę prowadzący pyta, czy kwota ta – po udzieleniu poprawnej odpowiedzi na pytanie – ma się stać sumą gwarantowaną; zawodnik może więc ustawić drugi próg gwarantowany według własnego upodobania.
Każda osoba, która odpowie poprawnie na co najmniej siedem pytań, awansuje do odcinka finałowego. Finaliści ponownie biorą udział w konkurencji kto pierwszy, ten lepszy. Zwycięzca eliminacji podejmuje decyzję, czy zachowuje swoją wygraną z odcinka eliminacyjnego i kończy udział w programie, czy gra o dwa miliony, ryzykując zakończenie gry z niższą wygraną. Przed podjęciem decyzji prowadzący informuje, jaką część pierwotnej wygranej uczestnik będzie mógł zatrzymać niezależnie od wyniku gry o dwa miliony.
| Nagrody | Nagrody                    | Nagrody              |
| Nr pyt. | Odcinki eliminacyjne (1–8) | Odcinek finałowy (9) |
| ------- | -------------------------- | -------------------- |
| 1.      | 500 zł                     | 1000 zł              |
| 2.      | 1000 zł                    | 2000 zł              |
| 3.      | 2000 zł                    | 5000 zł              |
| 4.      | 5000 zł                    | 10 000 zł            |
| 5.      | 10 000 zł                  | 20 000 zł            |
| 6.      | 20 000 zł                  | 50 000 zł            |
| 7.      | 40 000 zł                  | 100 000 zł           |
| 8.      | 75 000 zł                  | 200 000 zł           |
| 9.      | 125 000 zł                 | 350 000 zł           |
| 10.     | 250 000 zł                 | 500 000 zł           |
| 11.     | 500 000 zł                 | 900 000 zł           |
| 12.     | 1 000 zł                   | 2 000 zł             |

Zawodnicy mają do dyspozycji trzy klasyczne koła ratunkowe: pytanie do publiczności, pół na pół, telefon do przyjaciela.

## Odcinki specjalne

### 2001–2003
Od 24 do 26 grudnia 2001 wyemitowano charytatywne wydanie Milionerów z okazji świąt Bożego Narodzenia. Udział wzięło ośmioro aktorów, którzy rozegrali swoją grę w następujących parach: Renata Dancewicz i Paweł Wilczak, Edyta Olszówka i Olaf Lubaszenko, Agnieszka Warchulska i Zbigniew Zamachowski oraz Małgorzata Kożuchowska i Maciej Stuhr. Łączna kwota wygranych całego wydania wyniosła 378 000 zł. Przeznaczono ją na rzecz Fundacji TVN Nie jesteś sam.
Wielkanocne wydanie teleturnieju wyemitowano na przełomie marca i kwietnia 2002. Uczestniczyły w nim pary aktorów i satyryków: Artur Barciś i Cezary Żak, Katarzyna Skrzynecka i Maciej Kozłowski, Anna Przybylska i Robert Gonera oraz Krzysztof Daukszewicz i Marcin Daniec. Wartość wszystkich nagród programu wyniosła 346 000 zł. Wygrane przekazano na rzecz Fundacji TVN Nie jesteś sam.
Na Dzień Dziecka w 2002 zostało zorganizowane wydanie specjalne. Odcinki, z których dochód został przekazany na rzecz Fundacji TVN Nie jesteś sam, wyemitowano na antenie telewizji TVN 1 i 2 czerwca 2002. Uczestnikami wydania były dzieci w wieku szkolnym (uczniowie szkół podstawowych). Rozgrywka toczyła się na takich samych zasadach, jak w wydaniu standardowym, przy czym poziom trudności pytań był dostosowany do wieku grających. Łączna suma pieniędzy zdobytych przez dwoje uczestników wyniosła 64 000 zł.
29 i 30 czerwca 2002 wyemitowano wydanie Milionerów z uczestnikami reality show Big Brother. Zawodnicy rozgrywali swoją grę w następujących parach: Monika Sewioło i Piotr Gulczas Gulczyński, Ilona Stachura i Arkadiusz Nowakowski, Monika Brochacka i Piotr Borucki, Agnieszka Frytka Frykowska i Łukasz Wiewiórski, Alicja Walczak i Sebastian Florek oraz Karolina Jakubik i Wojciech Glanc. Łączna wygrana – 127 000 zł – została przeznaczona na rzecz Fundacji TVN Nie jesteś sam.
24 i 25 grudnia 2002 nadano dwa charytatywne odcinki programu, w których wystąpiły trzy pary aktorskie: Grażyna Wolszczak i Andrzej Zieliński, Joanna Brodzik i Paweł Wilczak oraz Aleksandra Woźniak i Rafał Królikowski. Dochód z wygranych przekazany został na rzecz Fundacji TVN Nie jesteś sam.
Ponadto w latach 2001–2003 stacja TVN nadawała serię wydań rodzinnych. Brały w nich udział trzyosobowe drużyny, których członkowie byli spokrewnieni. Każdy zespół miał swojego kapitana. Zasady gry były takie same jak w normalnych odcinkach teleturnieju, jednak o zaznaczeniu odpowiedzi decydował kapitan po wspólnej konsultacji z pozostałymi członkami rodziny. Po wygraniu kwoty 32 000 zł ekipę opuszczał jeden z członków rodziny i zasiadał na widowni, po osiągnięciu sumy 125 000 zł z drużyny odchodziła kolejna osoba – na ostatnie trzy pytania odpowiadała tylko jedna osoba. Najwyższa wygrana w tych wydaniach to 250 000 zł.

### 2008–2010
W odcinkach wyemitowanych 1 czerwca 2008 gwiazdy polskiej telewizji z okazji Dnia Dziecka grały o pieniądze na budowę centrum profilaktyki nowotworowej. Pierwszymi uczestnikami byli Katarzyna Skrzynecka i Piotr Gąsowski. Ich wygrana to gwarantowane 40 000 zł. W drugim odcinku zawodnikami byli Ewa Drzyzga i Szymon Majewski, którzy wygrali 125 000 zł. Kwotę wygraną przez obydwa zespoły gwiazd (łącznie 165 000 zł) przekazano na rzecz Fundacji TVN Nie jesteś sam.
Kolejny odcinek specjalny został wyemitowany 6 i 7 grudnia 2008. W części pierwszej z 6 grudnia udział wzięli Kinga Rusin i Bartosz Węglarczyk wygrywając 40 000 zł, natomiast w części drugiej z 7 grudnia wystąpili Renata Dancewicz i Piotr Adamczyk, którzy wygrali 500 000 zł. Łączna suma wygranych – 540 000 zł – została przekazana na rzecz Fundacji TVN Nie jesteś sam na budowę centrum profilaktyki nowotworowej.
Następny odcinek specjalny został wyemitowany 25 i 26 grudnia 2009. Pierwszego dnia udział wzięli Julia Kamińska i Filip Bobek, którzy wygrali 40 000 zł. Pod koniec odcinka z 25 grudnia oraz w odcinku wyemitowanym 26 grudnia uczestnikami byli Marcin Prokop i Szymon Hołownia, którzy wygrali 250 000 zł. Przez obydwa dni ekspertem przy kole ratunkowym pytanie do eksperta był Michał Ogórek. Łączną sumę wygranych, a więc 290 000 zł, przekazano na rzecz Fundacji TVN Nie jesteś sam na budowę centrum profilaktyki nowotworowej.
Kolejne odcinki specjalne zostały wyemitowane 12 i 19 grudnia 2010. Jako pierwsi zagrali Karolina Korwin-Piotrowska i Michał Piróg. Ich wygrana to 500 000 zł. Następnie uczestnikami byli dziennikarze TVN – Anita Werner i Grzegorz Kajdanowicz, którzy wygrali 40 000 zł. W obydwu odcinkach ekspertem był Michał Ogórek. Łącznie obydwie pary gwiazd wygrały 540 000 zł, kwotę przekazano na rzecz Fundacji TVN Nie jesteś sam na budowę centrum profilaktyki nowotworowej. Były to jednocześnie ostatnie odcinki tego teleturnieju przed ponad sześcioletnią przerwą w jego emisji.

### Od 2017
Następne odcinki specjalne zostały wyemitowane 15 i 17 kwietnia 2017. Pierwsi zagrali Kinga Rusin oraz Piotr Kraśko, wygrali 500 000 zł. Jako drudzy zagrali Zygmunt i Filip Chajzerowie, ich wygrana to 40 000 zł. Ostatnią parą, która wzięła udział w wydaniach specjalnych teleturnieju, było małżeństwo Małgorzaty Rozenek-Majdan i Radosława Majdana. Mimo ośmiu poprawnych odpowiedzi, pomylili się przy 9. pytaniu i skończyli grę z 40 000 zł. W sumie na rzecz Fundacji TVN Nie jesteś sam została przekazana kwota 580 000 zł. 
Kolejne odcinki specjalne zostały wyemitowane 6 i 7 grudnia 2017 z udziałem aktorów, którzy zagrali w filmie Listy do M. 3. Jako pierwsi zagrali Zbigniew Zamachowski i Borys Szyc (wygrali 500 000 zł). Następnie zagrali Tomasz Karolak i Mateusz Winek (wygrali 40 000 zł). Suma wygranych z obu gier wyniosła 540 000 zł. Kwota ta została przekazana Fundacji TVN Nie jesteś sam.
Następne odcinki specjalne zostały wyemitowane 13 i 14 lutego 2018 jako wydania walentynkowe. Udział w nich brali aktorzy serialu Diagnoza oraz filmu Podatek od miłości. Do gry przystąpili: Sonia Bohosiewicz i Maciej Zakościelny, Aleksandra Domańska i Michał Czernecki oraz Kayah i Grzegorz Hyży. Wszyscy wygrali po 40 000 zł. W sumie na rzecz Fundacji TVN Nie jesteś sam przekazano 120 000 zł.
5 i 6 grudnia 2018 wyemitowano specjalne odcinki z udziałem aktorów filmu Miłość jest wszystkim. Zagrali Olaf Lubaszenko i Patricia Kazadi oraz Aleksandra Adamska i Mateusz Damięcki. Na Fundację TVN Nie jesteś sam przekazali 115 000 zł.
Kolejne odcinki specjalne wyemitowano 20 i 21 marca 2019, a udział w nich wzięli Marieta Żukowska, Rafał Rutkowski, Joanna Liszowska oraz Tomasz Sapryk. W sumie na rzecz Fundacji TVN Nie jesteś sam przekazano 290 000 zł.
5 grudnia 2019 roku ukazał się odcinek, w którym uczestnikami byli: 11-letnia Paulina Foremny i 13-letni Aleksander Multan oraz 9-letnia Lena Pachuc i 10-letnia Katarzyna Wincza. Na cele charytatywne przekazali łącznie 41 000 złotych.
3 grudnia 2020 wyemitowano kolejny odcinek specjalny z udziałem par prowadzących program Dzień Dobry TVN. Udział wzięli Paulina Krupińska i Damian Michałowski oraz Anna Kalczyńska i Andrzej Sołtysik. W sumie na cele charytatywne przez Fundację TVN Nie jesteś sam przekazano 126 000 zł.
2 grudnia 2021 wyemitowano odcinek specjalny, w którym udział wzięli prowadzący programy Dzień dobry TVN i Mam talent!: Dorota Wellman i Marcin Prokop oraz Ewa Drzyzga i Michał Kempa. Obie pary wygrały po 40 000 zł; na rzecz podopiecznych Fundacji TVN Nie jesteś sam przekazano zatem 80 000 zł.
Kolejny odcinek z okazji walentynek nadano 14 lutego 2022 roku. Jego uczestnicy – Małgorzata Ohme i Filip Chajzer oraz Daria Ładocha i Bartłomiej Jędrzejak – zdobyli łącznie 41 000 zł, które przekazano na rzecz podopiecznych Fundacji TVN.
W dniu 1 czerwca 2022 wyemitowano wydanie z okazji Dnia Dziecka. Zagrały w nim dwie pary: Cezary Pazura z córką Anastazją Pazurą oraz Jan Peszek z synem Błażejem Peszkiem. Ich łączna wygrana, którą przekazano Fundacji TVN, wyniosła 80 000 zł.
3 października 2022 wyemitowano kolejny odcinek specjalny – tym razem z okazji 25-lecia TVN. Jego uczestnicy – Michel Moran i Tomasz Jakubiak oraz Małgorzata Rozenek-Majdan i Krzysztof Skórzyński – w sumie na cele charytatywne (dla Fundacji TVN) wygrali 501 000 zł.
1 grudnia 2022 wyemitowano odcinek specjalny z udziałem aktorów, którzy zagrali w filmie Listy do M. 5. Do gry przystąpili: Jacek Borusiński i Wojciech Malajkat, a także Tomasz Karolak i Agnieszka Dygant. Suma wygranych w odcinku wyniosła 250 000 zł; kwotę tę przekazano na rzecz podopiecznych Fundacji TVN.
7 marca 2023 wyemitowano odcinek specjalny z okazji Dnia Kobiet. Wzięły w nim udział Agnieszka Suchora i Agata Kulesza oraz Marta Kuligowska i Magdalena Cielecka. W sumie na rzecz podopiecznych Fundacji TVN przekazano 375 000 zł.
W odcinku promującym finał nowej edycji programu Azja Express, nadanym 24 maja 2023, udział wzięli prowadząca i uczestnicy tego programu: Daria Ładocha i Krystian Pesta oraz Paulina Krupińska i Wojciech Łozowski. Suma wygranych, przekazanych na rzecz Fundacji TVN, wyniosła w tym odcinku 251 000 złotych.
1 czerwca 2023 wyemitowano wydanie specjalne z okazji Dnia Dziecka. Do gry przystąpili: Karolina Gorczyca z córką Marią Gorczycą, Jarosław Bieniuk z synem Szymonem Bieniukiem i Justyna Steczkowska z synem Leonem Myszkowskim. Suma wygranych w odcinku wyniosła 166 000 zł, kwotę tę przekazano na rzecz podopiecznych Fundacji TVN.
1 kwietnia 2024 wyemitowano wydanie specjalne z okazji Wielkanocy. Do gry przystąpili: prowadzący studio w czasie transmisji skoków narciarskich – Damian Michałowski i Sebastian Szczęsny, a także prowadzący programy rozrywkowe stacji – Malwina Wędzikowska (The Traitors. Zdrajcy) i Jan Pirowski (Mam talent!). W sumie na rzecz podopiecznych Fundacji TVN przekazano 115 000 zł.

## Rekordowe wygrane

### Milion złotych
Główną nagrodą w programie jest 1 milion złotych. Zdobyto ją ośmiokrotnie:
1. w 662. odcinku z 28 marca 2010 roku (Krzysztof Wójcik)[147],
2. w 823. odcinku z 21 marca 2018 roku (Maria Romanek)[148][149],
3. w 927. odcinku z 14 marca 2019 roku (Katarzyna Kant-Wysocka)[150],
4. w 1158. odcinku z 23 września 2021 roku (Jacek Iwaszko)[151],
5. w 1253. odcinku z 19 września 2022 roku (Tomasz Orzechowski)[152],
6. w 1395. odcinku z 12 marca 2024 roku (Mateusz Żaboklicki)[153],
7. w 1407. odcinku z 3 kwietnia 2024 roku (Tomasz Boruch)[154],
8. w 1438. odcinku z 13 listopada 2024 (Marek Wojtuń)[155].

### Pozostałe wysokie wygrane
1999–2003
Wygrane w wysokości 500 000 zł padły w odcinkach z: 21 października 2000, 21 maja 2001 i 14 października 2001.
Wygrane w wysokości 250 000 zł padły w odcinkach z: 5 marca 2000, 5 maja 2000, 8 października 2000, 17 lutego 2001, 28 lutego 2001, 12 marca 2001, 24 września 2001, 16 grudnia 2001, 25 grudnia 2001 (odcinek specjalny), 9 lutego 2002, 23 września 2002 (Milionerzy Rodzinni), 25 grudnia 2002 (odcinek specjalny).
2008–2010
W odcinku z 5 kwietnia 2008 Paulina Kowalczyk jako piąta osoba w programie wygrała 500 tys. zł. Zachowała wszystkie koła ratunkowe do pytania za 125 tys. zł włącznie. Była też pierwszą w historii polskich Milionerów zawodniczką (nie licząc gracza z odcinka z 2 czerwca 2002), która przy odpowiedzi na pytanie za 1 mln zł miała do dyspozycji dwa koła ratunkowe. Przy ostatnim pytaniu, po wykorzystaniu kół ratunkowych (pytania do publiczności i 50:50), wycofała się z gry.
W odcinku wyemitowanym 18 maja 2008 Dagna Sieńko, maturzystka z Lublina, wygrała 500 tys. zł. Zrezygnowała z gry dopiero przy pytaniu za 1 mln zł.
W odcinku wyemitowanym 22 listopada 2008 Rafał Tomański przy odpowiedzi na pytanie za 1 mln zł miał do dyspozycji dwa koła ratunkowe: pytanie do publiczności oraz pół na pół, jednak po ich wykorzystaniu zrezygnował z dalszej gry, choć typował właściwą odpowiedź.
7 grudnia 2008 w specjalnym odcinku z udziałem gwiazd, aktorzy Renata Dancewicz i Piotr Adamczyk wygrali 500 tys. zł. Nie zdecydowali się odpowiedzieć na pytanie za 1 mln zł, przy którym użyli koła ratunkowego 50:50.
25 kwietnia 2009 Marzena Rogowska wygrała 500 tys. zł. Wycofała się przy ostatnim pytaniu, choć typowała poprawną odpowiedź.
17 października 2010 po raz jedenasty w historii programu padła poprawna odpowiedź na pytanie za 500 tys. zł. Pytanie za główną wygraną padło tydzień później, 24 października, ale uczestniczka zrezygnowała z zaznaczenia odpowiedzi.
Kolejna wygrana w wysokości 500 tys. zł padła w wydaniu specjalnym z 12 i 19 grudnia 2010. Została zdobyta przez dziennikarkę Karolinę Korwin-Piotrowską i tancerza Michała Piróga.
Wygrane w wysokości 250 tys. zł padły w odcinkach wyemitowanych: 29 marca 2008, 27 kwietnia 2008, 7 września 2008, 19 kwietnia 2009, 1 listopada 2009, 26 grudnia 2009 (odcinek specjalny), 2 maja 2010, 20 czerwca 2010, 10 października 2010.
Od 2017
Wygrane w wysokości 500 tys. zł padły w odcinkach wyemitowanych: 15 marca 2017, 15 kwietnia 2017 (wydanie specjalne), 16 października 2017, 7 grudnia 2017 (wydanie specjalne), 10 września 2018, 4 marca 2019, 16 marca 2020, 22 października 2020, 16 listopada 2020, 2 grudnia 2020, 7 kwietnia 2022, 21 kwietnia 2022, 3 października 2022 (wydanie specjalne), 20 października 2023 (finał turnieju Milionerzy. 2 miliony), 17 kwietnia 2024.
Wygrane w wysokości 250 tys. zł padły w odcinkach wyemitowanych: 8 marca 2017, 29 marca 2017, 12 kwietnia 2017, 14 września 2017, 25 października 2017, 8 listopada 2017, 21 lutego 2018, 27 marca 2018, 28 marca 2018, 18 kwietnia 2018, 25 kwietnia 2018, 5 września 2018, 3 grudnia 2018, 26 lutego 2019, 21 marca 2019 (odcinek specjalny), 25 kwietnia 2019, 3 września 2019, 4 września 2019, 12 września 2019, 26 września 2019, 16 października 2019, 23 października 2019, 29 października 2019, 14 listopada 2019, 4 marca 2020, 5 marca 2020, 11 marca 2020, 12 października 2020, 16 lutego 2021, 18 lutego 2021, 26 kwietnia 2021, 2 września 2021, 13 września 2021, 11 października 2021, 3 listopada 2021, 21 marca 2022, 5 września 2022, 29 września 2022, 17 października 2022, 1 grudnia 2022 (wydanie specjalne), 7 marca 2023 (wydanie specjalne), 3 kwietnia 2023, 24 maja 2023 (wydanie specjalne), 14 września 2023, 19 października 2023 (odc. eliminacyjny turnieju Milionerzy. 2 miliony), 6 grudnia 2023, 25 marca 2024, 11 kwietnia 2024, 23 kwietnia 2024, 7 listopada 2024, 8 czerwca 2025.

## Pytania za główną nagrodę
W polskiej edycji Milionerów padły 34 pytania za milion złotych (z czego odpowiedzi na osiem zostały poprawnie wskazane):
| Legenda: - X: odpowiedź wyeliminowana przez użycie „50:50” - Y: odpowiedź poprawna - Z: wskazana odpowiedź |
| Władysław Kostrzewski (21 października 2000): - Skąd pochodzi Conan Barbarzyńca? - A: z Rivii - B: z Oz - C: z Mordoru - D: z Cimmerii |
| Zbigniew Chrzanowski (21 maja 2001): - Odrażający drab z Kabaretu Starszych Panów dubeltówkę weźmie, wyjdzie i…: - A: rach-ciach! - B: buch, buch! - C: z rur dwóch - D: bum w brzuch |
| Jerzy Mirski (14 października 2001): - Komiksowym „dzieckiem” rysownika Boba Kane’a jest: - A: Superman - B: Batman - C: Spider-Man - D: Captain America |
| Filip Łapiński (2 czerwca 2002 – wydanie specjalne z udziałem dzieci): - Rybą nie jest: - A: świnka - B: rozpiór - C: krasnopiórka - D: kraska |
| Paulina Kowalczyk (5 kwietnia 2008): - Kto jest mistrzem tego samego oręża, w jakim specjalizowała się mitologiczna Artemida? - A: Zorro - B: Legolas - C: Don Kichot - D: Longinus Podbipięta |
| Dagna Sieńko (18 maja 2008): - Który aktor urodził się w roku opatentowania kinematografu braci Lumière? - A: Rudolph Valentino - B: Humphrey Bogart - C: Charlie Chaplin - D: Fred Astaire |
| Rafał Tomański (22 listopada 2008): - Mowa w obronie poety Archiasza przeszła do historii jako jeden z najświetniejszych popisów retorycznych: - A: Izokratesa - B: Cycerona - C: Demostenesa - D: Kwintyliana |
| Renata Dancewicz i Piotr Adamczyk (7 grudnia 2008 – wydanie specjalne): - Kto był nadwornym malarzem króla Filipa IV Habsburga? - A: Marcello Bacciarelli - B: Jan van Eyck - C: Diego Velázquez - D: Jacques-Louis David |
| Marzena Rogowska (25 kwietnia 2009): - Likier maraskino produkuje się z maraski, czyli odmiany: - A: wiśni - B: jabłoni - C: figi - D: gruszy |
| Krzysztof Wójcik (28 marca 2010): - Z gry na jakim instrumencie słynie Czesław Mozil? - A: na kornecie - B: na akordeonie - C: na djembe - D: na ksylofonie |
| Katarzyna Zaręba (24 października 2010): - Który utwór Juliusza Słowackiego napisany jest prozą? - A: „Godzina myśli” - B: „W Szwajcarii” - C: „Anhelli” - D: „Arab” |
| Karolina Korwin-Piotrowska i Michał Piróg (19 grudnia 2010 – wydanie specjalne): - Płetwą grzbietową nie pruje wody: - A: długoszpar - B: kosogon - C: orka - D: wal grenlandzki |
| Sonia Ciuk (15 marca 2017): - „Wątróbka z cebulką (…) jest zakąską doskonałą. Aby ją przyrządzić, należy kupić samochód i pędzić nim póty, aż się kogoś przejedzie”. To Lem i… - A: „Solaris” - B: „Opowieści o pilocie Pirxie” - C: „Dyktanda czyli…” - D: „Szpital Przemienienia”                                          |
| Kinga Rusin i Piotr Kraśko (15 kwietnia 2017 – wydanie specjalne): - Ryś polski, łabędź rostowski, saksoński bocian i wywrotek smoleński to: - A: rasy gołębi - B: rasy kur - C: chrząszcze - D: akrobacje na deskorolce |
| Remigiusz Skubisz (16 października 2017): - Co według Leszka Kołakowskiego jest sklepieniem domu, w którym duch ludzki mieszka? - A: Rozum - B: Bóg - C: Miłość - D: Czas |
| Zbigniew Zamachowski i Borys Szyc (7 grudnia 2017 – wydanie specjalne) - Ikoną czerwcowych wyborów z 1989 było zdjęcie z Wałęsą podpisane „Głosuj na…”. Kto z tzw. drużyny Lecha go nie miał? - A: Jacek Kuroń - B: Hanna Suchocka - C: Jarosław Kaczyński - D: Lech Kaczyński                                               |
| Maria Romanek (21 marca 2018): - Ile to jest 1111 razy 1111, jeśli 1 razy 1 to 1, a 11 razy 11 to 121? - A: 12 321 - B: 1 234 321 - C: 111 111 111 - D: 123 454 321 |
| Dominik Komorek (10 września 2018) - Który instrument stroi muzyk? - A: Tamburyn - B: Kocioł - C: Okarynę - D: Czynele |
| Maksymilian Bilewicz (4 marca 2019) - Który ssak się nie spoci? - A: owca - B: koń - C: człowiek - D: królik |
| Katarzyna Kant-Wysocka (14 marca 2019) - Różańcową tajemnicą chwalebną nie jest: - A: wniebowzięcie matki Bożej - B: zmartwychwstanie Jezusa - C: śmierć Jezusa na krzyżu - D: zesłanie Ducha Świętego |
| Marcin Kot (16 marca 2020) - Każda barwa składowa światła białego rozchodzi się w ciałach przezroczystych z inną prędkością. Największą prędkość ma: - A: czerwona - B: pomarańczowa - C: żółta - D: fioletowa |
| Dawid Michalewski (5 października 2020) - Żydowskie Święto Świateł, zwane też Chanuką, trwa osiem dni. Ile świątecznych świec płonie ósmego dnia na specjalnym świeczniku? - A: sześć - B: siedem - C: osiem - D: dziesięć                                                                                                   |
| Łukasz Grymuza (22 października 2020) - Niektóre z owoców dojrzewają jeszcze po zbiorach. Który zerwany niedojrzały taki pozostanie? - A: wiśnia - B: banan - C: gruszka - D: awokado |
| Maciej Adamski (16 listopada 2020) - Manat karaibski, tak jak afrykański, z kończyn ma tylko przednie. A manat azerbejdżański, tak jak turkmeński: - A: ma i przednie, i tylne - B: zastąpił rubla - C: zakrywa całe ciało - D: jest samotnikiem                                                                             |
| Mikołaj Masłowski (2 grudnia 2020) - Na paryskim Łuku Triumfalnym, na pamiątkę napoleońskich zwycięstw, wyryte są nazwy pięciu polskich miast. Nie ma wśród nich: - A: Warszawy - B: Wrocławia - C: Gdańska - D: Ostrołęki                                                                                                   |
| Jacek Iwaszko (23 września 2021) - Kiedy rozpoczęło się drugie tysiąclecie? - A: 1 stycznia 1000 roku - B: 1 stycznia 1001 roku - C: 1 stycznia 2000 roku - D: 1 stycznia 2001 roku |
| Maciej Mędrzycki (7 kwietnia 2022) - Skąd najdalej jest do Końca Świata znanego też jako Głuszyna-Podlas w Wielkopolskiem? - A: z Nieba w Świętokrzyskiem - B: z Czyśćca w Wielkopolskiem - C: z Piekła w Pomorskiem - D: z Raju w Łódzkiem                                                                                  |
| Przemysław Zieliński (21 kwietnia 2022) - Miś Paddington, którego państwo Brown znaleźli na dworcu kolejowym w Londynie, pochodzi z mrocznych zakątków… - A: Peru - B: Meksyku - C: Rosji - D: Indii |
| Tomasz Orzechowski (19 września 2022) - Kto w połowie XIX w. skomponował słynną „Modlitwę dziewicy”, utwór grany w Europie, w Stanach Zjednoczonych, ale najbardziej i do dziś popularny w Japonii? - A: Franciszek Liszt z Raiding - B: Edward Grieg z Bergen - C: Robert Schumann z Zwickau - D: Tekla Bądarzewska z Mławy |
| Małgorzata Rozenek-Majdan i Krzysztof Skórzyński (3 października 2022 – wydanie specjalne) - Italo Calvino zaprosił do powieści „Jeśli zimową nocą podróżny” Tazia Bazakbala wprost z kart „Pożegania jesieni”: - A: Witkacego - B: Witolda Gombrowicza - C: Sławomira Mrożka - D: Italo Calvino                             |
| Mateusz Żaboklicki (12 marca 2024) - Do czworonogów, czyli tetrapodów, nie zaliczamy: - A: gadów - B: płazów - C: ptaków - D: owadów |
| Tomasz Boruch (3 kwietnia 2024) - W jakiej cieśninie znajdują się dwie wyspy zwane wczorajszą i jutrzejszą, które dzielą niespełna cztery kilometry, ale aż 21 godzin różnicy czasu? - A: w cieśninie Bosfor - B: w Cieśninie Magellana - C: w Cieśninie Kaletańskiej - D: w Cieśninie Beringa                               |
| Sławomir Świątecki (17 kwietnia 2024) - "Jak mistrzowie łakoci wprzody podarują, gdy kształtnie w obiecadło chłopięta wprawują". Obiecadło, czyli: - A: abecadło - B: uroczyste przyrzeczenie - C: zaokrąglenie ciała - D: wszeteczeństwo                                                                                    |
| Marek Wojtuń (13 listopada 2024) - Budowa układu pokarmowego którego ze zwierząt świadczy o tym, że jest ono drapieżnikiem? - A: lamy - B: koali - C: pandy - D: sarny |

## Odbiór
Teleturniej zajął drugie miejsce w plebiscycie Telekamery 2010, uzyskawszy 142 925 głosów.

## Kontrowersje wokół pytań
W historii programu kilkakrotnie zdarzyło się, że zawodnik przegrał z powodu nieprecyzyjnie sformułowanego pytania, po czym po wyjaśnieniu nieporozumienia został przywrócony do gry.
- Jeden z grających pomylił się przy pytaniu o wynalazcę silnika parowego wykorzystującego ruch obrotowy. Odpowiedział, że James Watt, jednak poprawną odpowiedzią miał być Charles Algernon Parsons. Po skardze do producenta jego odpowiedź została jednak uznana. Gracz wygrał gwarantowane 32 tys. zł i postanowił grać dalej, jednak odpadł przy pytaniu za 64 tys. zł, na które błędnie odpowiedział[201][202].
- Jeden z graczy zakończył grę po pierwszym pytaniu („Ile nacięć na bułce ma kajzerka?”), zaznaczając odpowiedź „4”, choć poprawnie miało być „5”. Zawodnik przegrał też proces sądowy, ale z powodu ówczesnej konstrukcji regulaminu gry został do niej przywrócony (regulamin stawał po stronie gracza, gdy ten podpierał swą odpowiedź źródłami, nawet jeśli źródła były w błędzie; zdaniem twórców programu i sądu błędna była definicja kajzerki w Słowniku języka polskiego PWN). Zawodnik grał dalej, pomylił się jednak przy pytaniu za 1000 zł[203][204].
- Jeden z zawodników na pytanie o autora obrazu Śniadanie na trawie odpowiedział Claude Monet, podczas gdy chodziło o Édouarda Maneta. Graczowi pozwolono kontynuować grę, ponieważ Monet także namalował obraz o tym samym tytule, jednak był on mniej znany od dzieła Maneta[205].

Ponadto:
- Jedna z zawodniczek przy pytaniu za 10 tys. zł o prezydenta, który nie zagrał w filmie przed prezydenturą, wskazała odpowiedź: „Lech Kaczyński”, choć poprawną odpowiedzią miało być: „Václav Havel”. Internauci zauważyli, że żadna z odpowiedzi nie była poprawna[206][207].
- W odcinku wyemitowanym 15 marca 2021 roku padło pytanie „Trzydziestego pierwszego dnia którego miesiąca 1859 roku po raz pierwszy zabrzmiał dzwon na londyńskiej wieży Big Ben?”. Wśród możliwości były: kwiecień, maj, wrzesień, listopad. Uczestniczka teleturnieju zaznaczyła wariant „kwiecień”, podczas gdy jako prawidłową odpowiedź redakcja oznaczyła „maj” (z uwagi na fakt, że pozostałe miesiące mają tylko 30 dni oraz powołując się na kilka artykułów w Internecie[208]). Widzowie zwrócili uwagę, że inne źródła wskazują na 31 maja 1859 r. jako datę uruchomienia zegara, a dzwon po raz pierwszy miał zabić 11 lipca 1859 r., co oznacza błąd w pytaniu[209].

## Promocja programu
Telewizja TVN emitowała programy poświęcone kulisom teleturnieju, m.in. Milionerzy od kuchni i Fenomen Milionerów, które prowadziła Sandra Walter.
W 2000 nakładem wydawnictwa Świat Książki ukazała się książka pt. Milionerzy – sprawdź swoje możliwości, zawierająca 998 pytań i odpowiedzi. W ramach promocji tytułu Hubert Urbański odwiedził kilka największych polskich miast i tamtejsze salony Świata Książki, gdzie opowiadał o kulisach programu, a także poprowadził konkurs wzorowany na teleturnieju.

### Gry na podstawie teleturnieju

#### Gry planszowe i dodatki do nich
Po wydaniu książki Milionerzy – sprawdź swoje możliwości została wydana gra planszowa Milionerzy, 

#### Gra online
Na oficjalnej stronie programu działała gra z rankingiem. Aby zagrać, należało się zarejestrować pod wskazanym adresem i zalogować. Do wygrania były drobne nagrody rzeczowe, a by gracz mógł je otrzymać, musiał mieć ukończone 18 lat. Gracz miał na odpowiedź 30 sekund do dziewiątego pytania, po tym progu czas maksymalny na odpowiedź to 60 sekund. Za poprawną odpowiedź gracz dostawał punkty. Liczba punktów była równa kwocie pytania (przy pytaniu za 500 zł maksymalna liczba punktów do zdobycia to 500, a przy pytaniu za 20 tys. zł, maksymalna liczba punktów to 20 000). Liczba punktów ubywała z każdą sekundą, dlatego uzyskanie maksymalnej liczby punktów nie było możliwe. Liczba punktów sumowała się. W przypadku błędnej odpowiedzi gracz zachowywał punkty do progu gwarantowanego 1000 lub 40 000 pkt. Raz na tydzień publikowany był ranking z dziesięcioma najlepszymi wynikami.

#### Gry na telefony komórkowe
Została wydana polska wersja gry Java, pt. Milionerzy (szczegóły: Who Wants to Be a Millionaire?, sekcja Promocja programu, akapit Gry Java), wraz z pytaniami dotyczącymi polskich realiów. Czwarta oraz piąta wersja tej gry jest oparta na edycji teleturnieju z 2008, w której obowiązywał jeszcze telefon do przyjaciela oraz gra bez ryzyka.

## Parodie i imitacje programu oraz jego wpływ na kulturę
- Kazik Staszewski sparodiował teleturniej w utworze pt. „Miliarderzy”, pochodzącej z albumu Melassa z 2000 roku. W utworze Kazik Staszewski wciela się w postać prowadzącego, a Olaf Deriglassoff w gracza o imieniu Ewa[215].
- Program został sparodiowany również w utworze Jaromíra Nohavicy pt. „Milioner” (nagranym w dwóch wersjach: czeskiej i polskiej) z albumu Babilon[216], opowiada o przygodach Franta Šiški w teleturnieju.[potrzebny przypis]
- Parodii Milionerów dokonały także m.in. Kabaret Afera w skeczu „Miliarderzy” z 2000[217], Kabaret Smile w skeczu „Kredyt” z 2009[218] oraz Kabaret Skeczów Męczących m.in. w: shorcie o sytuacji dotyczącej KFPP w Opolu (2017) oraz skeczach „Milionerzy”[219] i „Milionerzy w Telewizji Trwam”[220] (2020).

W Milionerach brali udział bohaterowie seriali: Miasteczko (gdzie Wojtek Bir grany przez Pawła Iwanickiego wygrał 64 000 zł), Król przedmieścia (Leszek Kowalski grany przez Krzysztofa Kowalewskiego) oraz Na Wspólnej (Włodzimierz Zięba grany przez Mieczysława Hryniewicza zdobył 250 000 zł).
Jedną z parodii Milionerów jest gra Żulionerzy wydana przez Ortalion Entertainment.
Członkowie fanklubu programu występującego pod postacią grupy na Facebooku o nazwie „Hubertawka – sekcja Milionerów” odwzorowali program, nagrywając rozgrywki oparte na założeniach formatu z udziałem uczestników właściwego teleturnieju, w tym zdobywców głównej nagrody, oraz fanów programu (przy czym inicjatywa miała charakter zabawy i nie przyznawano w niej nagród pieniężnych). W 2020 powstał jeden półtoragodzinny odcinek, a w 2022 zrealizowano ośmioodcinkową serię, którą nazwano „Hubertawkowi Milionerzy”. Nagrania przeprowadzano w studiu Akademii Dziennikarstwa i Realizacji Dźwięku w Warszawie. W założonej latem 2023 roku zbiórce internetowej organizatorzy zebrali 15 000 złotych, które przeznaczyli na produkcję kolejnej, siedmioodcinkowej serii programu mającej na celu świętowanie 25. rocznicy wprowadzenia zasadniczego teleturnieju na antenę polskiej telewizji; gra odbyła się w wirtualnym studiu bazującym na scenografii brytyjskiej i dodanym do nagrań, które przeprowadzono z wykorzystaniem green screenu. Seria była emitowana od września do grudnia 2024. Wszystkie serie prowadził Dariusz Błażejewski.

## Podejście probabilistyczne do teleturnieju
- Zakładając, iż zawodnik udzielałby każdorazowo losowej odpowiedzi, to szansa, że wygrałby milion, wynosi 1:16 777 216 (jest niższa niż prawdopodobieństwo trafienia „szóstki” w Lotto – przyjmując, że nie korzysta z koła 50:50) (dla 12 pytań, w przypadku 15 szansa wynosi 1:1 073 741 824).
- Jeżeli zawodnik wykorzystuje koło 50:50, prawdopodobieństwo wygrania miliona rośnie do 1:8 388 608, co jest bardziej prawdopodobne, niż trafienie „szóstki” w Lotto.
- Teoretyczna szansa na wygranie 1000 zł (odpowiedzenia na dwa kolejne pytania) to 1:16.
- Teoretyczna szansa na wygranie 40 000 zł (odpowiedzenia na siedem kolejnych pytań) to 1:16 384.
- Koła ratunkowe pytanie do publiczności, telefon do przyjaciela i pytanie do eksperta nie zwiększają szans na wygraną, zakładając, że odpowiadanie na pytania jest sytuacją losową.

### Problem ryzyka
Wartość oczekiwana wypłaty (w tym przypadku wygranej) informuje o tym, jaka kwota może zostać wygrana. Gdyby grający grał nieskończoną ilość razy i odpowiadał w nieskończoność na pytanie o tę samą stawkę – za każdym razem obstawiając losową odpowiedź, to średnio za każdym razem będzie wygrywać kwotę będącą wartością oczekiwaną wygranej przy danym pytaniu.
Wartość oczekiwana wygranej jest różna w zależności od pytania, zakładając, iż gracz wybiera spośród 4 możliwości (i wszystkie są dla niego identycznie prawdopodobne) to wartość oczekiwana wygranej (EX (wygrana)) przedstawia się następująco (w wybranych momentach):
{\displaystyle \mathrm {EX\ (wygrana)={0,25\cdot NAGRODA}+{0,75\cdot SUMA\ GWARANTOWANA}} }
- Przy pierwszym pytaniu (nie można się wycofać): 0,25 × 500 zł + 0,75 × 0 = 125 [zł].
- Przy pytaniu za 40 000 zł grający może się wycofać i zabrać 20 000 zł z szansą 100% lub grać dalej, wówczas: 0,25 × 40 000 + 0,75 × 1000 = 10 750 [zł].
- Przy pytaniu za 75 000 zł – EX (wygrana) jest wyższa przy udzieleniu odpowiedzi niż przy wycofaniu się, bo 0,25 × 75 000 + 0,75 × 40 000 = 48 750 [zł].
- Przy pytaniu za 125 000 zł można się wycofać i zabrać 75 000 zł lub grać dalej, wówczas: 0,25 × 125 000 + 0,75 × 40 000 = 31250 + 30000 = 61 250 [zł].
- Przy pytaniu za milion można się wycofać i zabrać 500 000 zł lub grać dalej, wówczas: 0,25 × 1 000 000 + 0,75 × 40 000 = 280 000 [zł].

Wynika z tego, iż nieopłacalne jest wybieranie losowej odpowiedzi – gdyż poza dwoma pytaniami, w których EX (wygrana) jest wyższa przy graniu dalej (są to pytania po progach gwarantowanych) to za każdym razem gracz ma szansę wygrać mniej odpowiadając aniżeli zabierając wygraną sumę. W przypadku, gdy gracz wykorzystał koło ratunkowe „pół na pół”, wyliczenie wygląda następująco
{\displaystyle \mathrm {EX\ (wygrana)={0,5\cdot NAGRODA}+{0,5\cdot SUMA\ GWARANTOWANA}} }
W tym wypadku wybieranie losowej odpowiedzi (poza pytaniem za 1000 zł) opłaca się, ponieważ wartość oczekiwana jest wyższa od aktualnej wygranej.